# Пялькяне
Пялькяне (фин. Pälkäne) — община в провинции Пирканмаа, Финляндия. Общая площадь территории — 738,14 км², из которых 177,65 км² — вода.
6 (17) октября 1713 года здесь произошло одно из сражений в ходе Великой Северной войны.

## Демография
На 31 января 2011 года в общине Пялькяне проживало 6944 человека: 3449 мужчин и 3495 женщин.
Финский язык является родным для 98,45% жителей, шведский — для 0,4%. Прочие языки являются родными для 1,15% жителей общины.
Возрастной состав населения:
- до 14 лет — 16,6%
- от 15 до 64 лет — 60,44%
- от 65 лет — 23,04%

Изменение численности населения по годам:
| Год  | Численность |
| ---- | ----------- |
| 1980 | 6551        |
| 1990 | 6573        |
| 2000 | 6682        |
| 2010 | 6950        |
| 2011 | 6944        |